# Sajószentpéter
Sajószentpéter (szlovákul: Slanský Svätý Peter) város Borsod-Abaúj-Zemplén vármegyében, a Kazincbarcikai járásban.
Különálló belterületi településrésze Dusnokpuszta, a központjától mintegy 2-2,5 kilométerre északra.

## Fekvése
Miskolctól 13 kilométerre fekszik, nem messze a Sajó és a Bódva találkozásától
A közvetlenül határos települések: észak felől Edelény, északkelet felől Borsodszirák és Ziliz, kelet felől Boldva, délkelet felől Sajóecseg, dél felől Sajóbábony, délnyugat felől Sajókápolna, nyugat felől Alacska, északnyugat felől pedig Berente és Múcsony.

### Megközelítése
Legfontosabb közúti megközelítési útvonala a Miskolc térségétől a bánrévei országhatárig vezető 26-os főút, amely a központján is végighalad; de fontos útja a 260-as főút is, amely viszont északról elkerüli és egyben tehermentesíti a belterületeit. Itt indul továbbá, a 26-osból északi irányban kiágazva az Edelény-Szendrő-Tornanádaska felé vezető 27-es főút. Délnyugati szomszédaival a 2517-es út, Alacskával pedig a 25 129-es számú mellékút köti össze.
A hazai vasútvonalak közül a Miskolc–Bánréve–Ózd-vasútvonal érinti, melynek két megállási pontja is van a határai között. Miskolc felől az első Sajószentpéter-Piactér megállóhely, mely a belterület északkeleti széle közelében helyezkedik el, majd Sajószentpéter vasútállomás következik, mely a városközpont északi részén található; mindkettő közúti elérését csak önkormányzati utak biztosítják.

## Története
Sajószentpétert 1281-ben említik először Szentpéter néven. A település királyi birtok volt, eleinte a diósgyőri, majd a dédesi uradalomhoz tartozott. A huszita harcokban  elpusztult, 1466-tól újra benépesítették. 1886-tól 1950-ig járási székhely is volt, ezt követően azonban központi szerepköre visszafejlődött, mivel azt nagyrészt a szomszédos Kazincbarcika vette át. 1989-ben nyilvánították várossá.
A 17.–18. században több nemes család is birtokolta, többek közt a Rákócziak, Losonczyak. A 19. századtól az ipar vál a gazdaság meghatározó ágazatává: szénbányákat nyitottak, majd egy üveggyár épült.
A második világháború idején a faluban női munkatábor üzemelt. Vezetője Szórád Ferenc korábbi szegedi operaénekes volt. Szórádot 1945-ben 12 év fegyházra ítélte a népbíróság.
A 20. század végén a bányákat és az üveggyárat (1999-ben) is bezárták, a munkanélküliség komoly problémává vált.

## Közélete

### Polgármesterei
- 1990–1994: Samu István (nem ismert)[6]
- 1994–1998: Samu István (SZDSZ)[7]
- 1998–2002: Samu István (független)[8]
- 2002–2006: Samu István (független)[9]
- 2006–2010: Dr. Faragó Péter (MSZP)[10]
- 2010–2014: Dr. Faragó Péter (MSZP)[11]
- 2014–2019: Dr. Faragó Péter (MSZP-DK)[12]
- 2019–2024: Dr. Faragó Péter (MSZP-DK)[13]
- 2024– : File Tamás (független)[3]

## Népesség
A település népességének változása:
| Lakosok száma | 12 034 | 11 850 | 11 679 | 10 983 | 11 209 | 11 274 | 11 251 |
|               | 2013   | 2014   | 2015   | 2021   | 2022   | 2023   | 2024   |

2001-ben a település lakosságának 92%-a magyar, 8%-a cigány nemzetiségűnek vallotta magát.
Sajószentpéter lakosság száma 1949-ben 7455 fő volt, ezt követően nagyarányú növekedés következett be (1960-ban 11224 fő, 1970-ben 14126 fő, 1980-ban 14341 fő). A 80-as évektől kezdődően csökkenésnek indult a település népessége, 1990-ben 13370 főt tett ki. 
A 2011-es népszámlálás során a lakosok 87,6%-a magyarnak, 7,9% cigánynak, 0,5% lengyelnek, 0,9% németnek mondta magát (12,3% nem nyilatkozott; a kettős identitások miatt a végösszeg nagyobb lehet 100%-nál). A vallási megoszlás a következő volt: római katolikus 30,2%, református 20,5%, görögkatolikus 4,7%, felekezeten kívüli 18,5% (24,8% nem nyilatkozott).
2022-ben a lakosság 85,6%-a vallotta magát magyarnak, 1,6% cigánynak, 0,5% németnek, 0,4% lengyelnek, 0,2% ruszinnak, 0,1% románnak, 2,1% egyéb, nem hazai nemzetiségűnek (14,3% nem nyilatkozott; a kettős identitások miatt a végösszeg nagyobb lehet 100%-nál). Vallásuk szerint 16,9% volt római katolikus, 14,2% református, 4,2% görög katolikus, 1,2% egyéb keresztény, 0,1% evangélikus, 12,1% felekezeten kívüli (50,8% nem válaszolt).

## Látnivalók

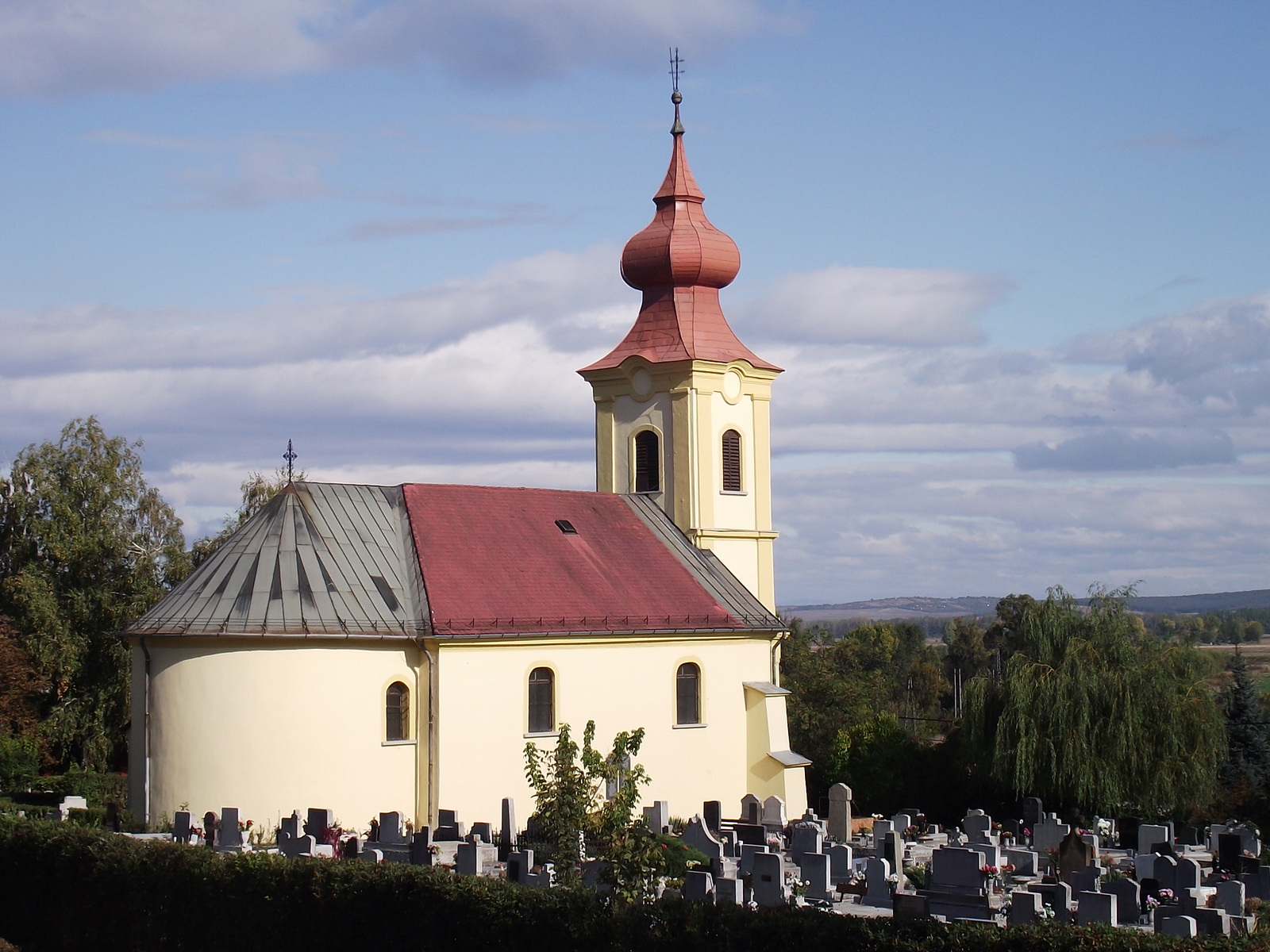
A római katolikus templom

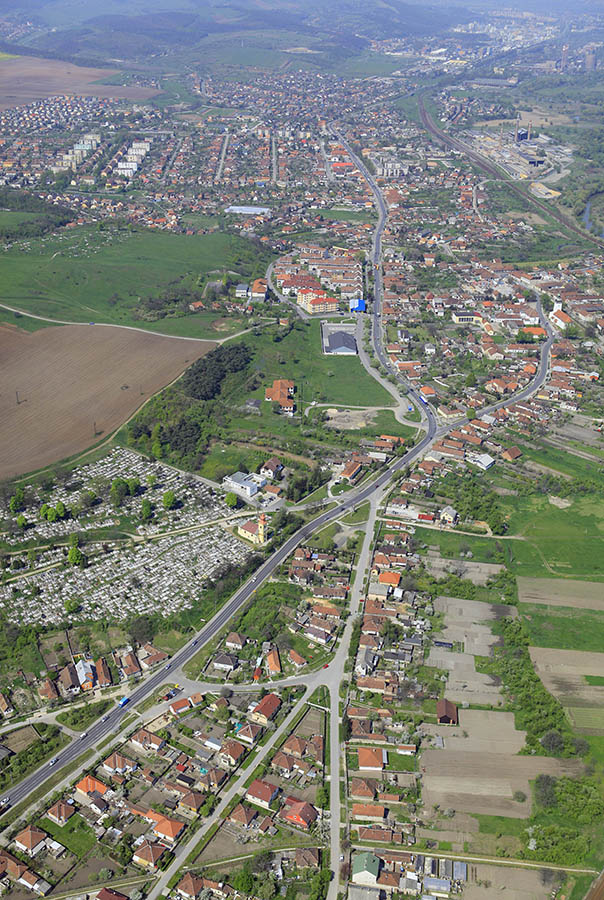
Sajószentpéter madártávlatból

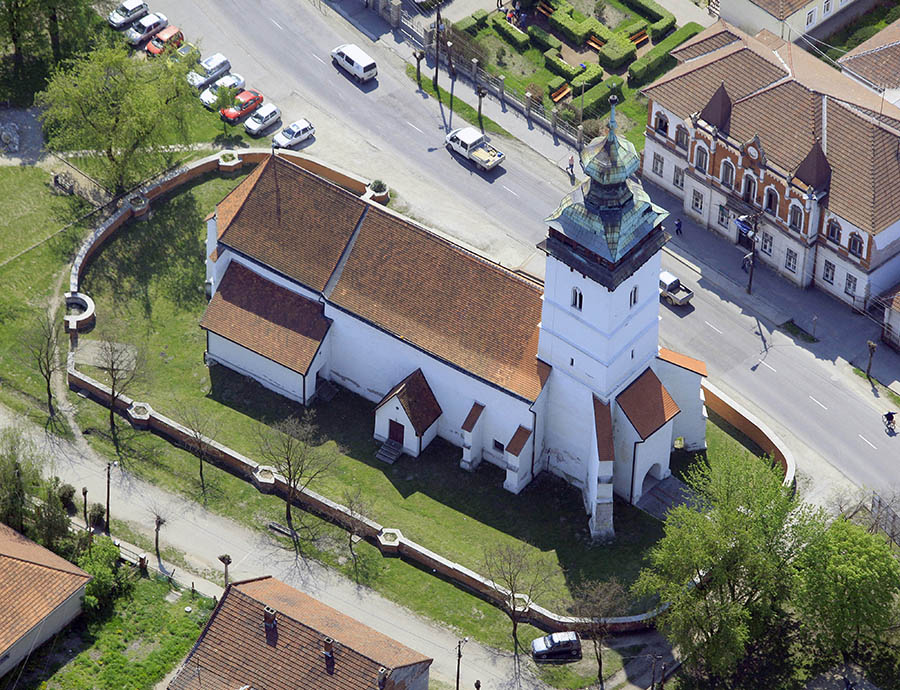
Sajószentpéter, református templom légi felvételen

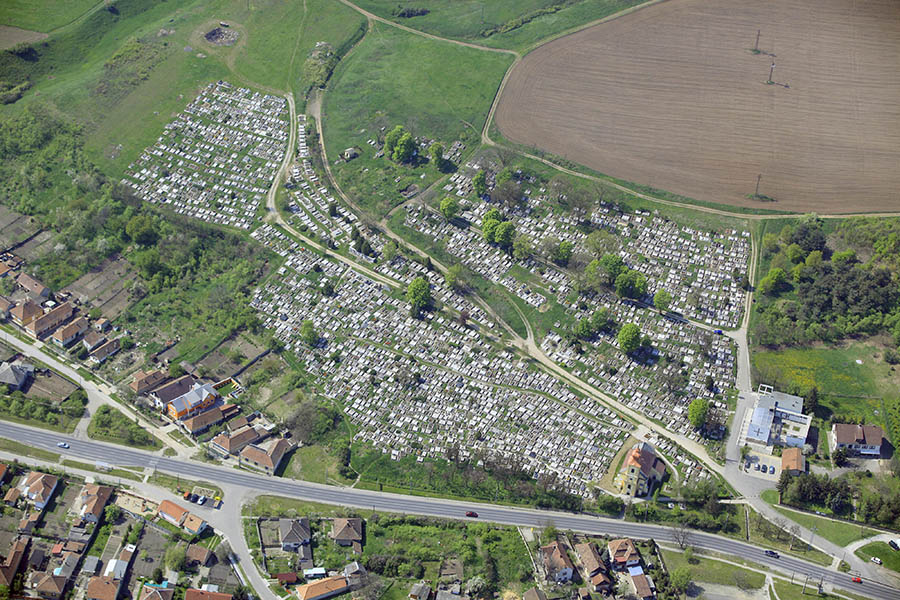
Sajószentpéter, temető légi fotón

A város ősi településmagja a mai Kálvin tér. Fontosabb épületei:
- A tér legszebb és legjelentősebb épülete a 14. században épült, eredetileg gótikus stílusú, jelenleg reneszánsz és barokkjegyeket is hordozó református templom (Kálvin tér 13.).
- A tér nyugati csücskében (Kálvin tér 43.) áll Lévay József (1825–1918) költő, műfordító, borsodi alispán szülőháza. Az egykori lakóház ma emlékhely. 1927 szeptember 12-én leplezték le a házon ma is látható emléktáblát. Ennek felirata: „Ebben a házban született 1825. november 18-án Lévay József halhatatlan emlékezetű nagy költőnk, a Magyar Tudományos Akadémia tagja, Borsod Vármegye aranytollú főjegyzője és alispánja. Emlékének hálás kegyelettel Sajószentpéter.” Az emlékház hétfőtől péntekig 7–15 óra között tekinthető meg, illetve hétvégén előzetes egyeztetéssel. A látogatás ingyenes.
- Közvetlenül a költő szülőháza mellett áll az egykori kovácsműhely. Ez az utca felé nyitott előterével, két kőoszlopra támaszkodó csehsüvegboltozatával a 18. századi népi építészet szép emléke. A házban ma a helyi Paál László Képzőművész Kör működik.
- A Gedeon család kúriáját (Kálvin tér 2.) feltehetően az 1749-ben nemességet kapott Gedeon Kelemen építtette 1770 körül, késő barokk stílusban. Ma (2011-ben) a Pattantyús-Ábrahám Géza Szakképző Iskolának ad otthont.
- Polgármesteri hivatal (Kálvin tér 4.).

Egyéb látnivalók:
- Tájház
- Római katolikus templom (Kossuth u. 22.)
- Görögkatolikus templom (Vörösmarty u. 12.)
- Szabadtéri bányászmúzeum
- Kilátó
- Lévay József Emlékház
- Pipiske Tanösvény
- Glass Park
- Sajószentpéteri tavak
- Szőlőművelés és borkészítés kiállítás

## Híres szülöttei
- Dr. Csiba László díszpolgár, egykori körzeti orvos
- Prof. Dr. Csiba László díszpolgár, az MTA levelező tagja, neurológus professzor, tanszékvezető, Debreceni Egyetem
- Dr. Csiba Gábor főorvos, a B.A.Z. Megyei Kórház főigazgatója, Semmelweis-díjas orvos
- Prof. Dr. Balogh Ferenc urológus professzor, tanszékvezető (1974-1986), Semmelweis Egyetem
- Demeter István római katolikus plébános, pro urbe díjas, festőművész
- Tóth Lóránt Zilahy György-díjas fafaragó, Népi Iparművész, Népművészet Ifjú Mestere
- Barczi Pál Munkácsy-díjas grafikus- és festőművész
- Borsodi József, születési nevén Klein József, rabbi.
- Feledy Gyula Kossuth-díjas grafikus és festő
- Gaskó István közgazdász
- Grespik László jogász és politikus
- Kopcsik Lajos cukrász Oscar-díjas és Venesz-díjas, Guinness-rekorder
- Kvaszta Lajos labdarúgó
- Koszta János labdarúgó
- Lévay József politikus, költő, az MTA tagja
- Pécsi Sándor kétszeres Kossuth-díjas színművész
- Szegedi Csaba operaénekes
- Tolnay Lajos üzletember, a MAL Zrt. elnöke
- Urbán László közgazdász, országgyűlési képviselő
- Varga István üzletember, nemzeti fejlesztési és gazdasági miniszter a Bajnai-kormányban.
- Szenczy Sándor baptista lelkész
- Szász Kitti freestyle football világbajnok
- Itt született és halt meg Fülep Gábor, Tiszáninneni református püspök

## Testvérvárosok

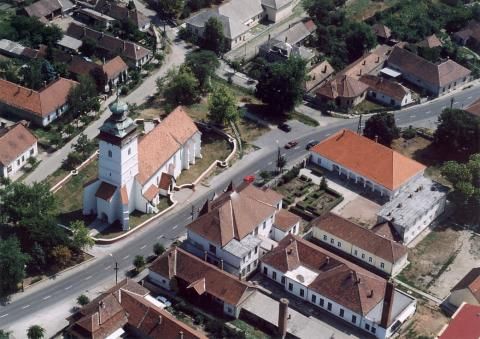
Sajószentpéter légi felvételen

- Dobsina, Szlovákia (2000)
- Kobiór, Lengyelország (1997)[18]
- Šternberk, Csehország